# Jakub Berman
Jakub Berman (født 23. december 1901 i Warszawa, da i Rusland, død 10. april 1984 i Warszawa) var en polsk stalinistisk politiker.
Han tilhørte en jødisk familie og gik på gymnasiet i Warszawa. Han studerede jura og senere sociologi ved byens universitet, hvor han også arbejdede som assistent. Hans doktorgradsprojekt handlede om polsk byhistorie i 1700-tallet, men på grund af udbruddet af 2. verdenskrig afsluttede han ikke doktorgraden.
Han blev medlem af det polske kommunistparti i 1928 og var aktiv som funktionær i partiet. I 1939 flygtede han til den sovjetbesatte del af Polen, og senere videre til Minsk, hvor han arbejdede som journalist. Efter udbruddet af krigen mellem Tyskland og Sovjetunionen rejste han til Moskva. Han arbejdede som lærer ved Kominterns skole i byen Ufa. I december 1943 blev han taget imod af Josef Stalin i Kreml og vandt diktatorens gunst. Han blev medlem af det polske kommunistpartis politbureau i august 1944 og blev senere medlem af centralkomiteen. Sammen med Bolesław Bierut og Hilary Minc udgjorde han i de følgende år ledertrioen i den stalinistisk orienterede partiledelse. Berman havde ansvaret for Służba Bezpieczeństwa, propaganda og ideologi. Dermed spillede han en central rolle i undertrykkelsen af den antikommunistiske opposition i Polen i anden halvdel af 1940'erne.
Efter Bieruts død forlod han partiledelsen og blev i 1957 som jøde ekskluderet fra partiet, idet han fik ansvaret for "Stalin-tidens fejl". Til han blev pensionist, arbejdede han for det statsejede forlag Książka i Wiedza. Han blev svært kvæstet i en bilulykke i 1980. Fire år senere døde han glemt i Warszawa.